# HS3ST1
HS3ST1 (англ. Heparan sulfate-glucosamine 3-sulfotransferase 1) – білок, який кодується однойменним геном, розташованим у людей на короткому плечі 4-ї хромосоми.  Довжина поліпептидного ланцюга білка становить 307 амінокислот, а молекулярна маса — 35 773.
| 10         |  | 20         |  | 30         |  | 40         |  | 50         |
| ---------- |  | ---------- |  | ---------- |  | ---------- |  | ---------- |
| MAALLLGAVL |  | LVAQPQLVPS |  | RPAELGQQEL |  | LRKAGTLQDD |  | VRDGVAPNGS |
| AQQLPQTIII |  | GVRKGGTRAL |  | LEMLSLHPDV |  | AAAENEVHFF |  | DWEEHYSHGL |
| GWYLSQMPFS |  | WPHQLTVEKT |  | PAYFTSPKVP |  | ERVYSMNPSI |  | RLLLILRDPS |
| ERVLSDYTQV |  | FYNHMQKHKP |  | YPSIEEFLVR |  | DGRLNVDYKA |  | LNRSLYHVHM |
| QNWLRFFPLR |  | HIHIVDGDRL |  | IRDPFPEIQK |  | VERFLKLSPQ |  | INASNFYFNK |
| TKGFYCLRDS |  | GRDRCLHESK |  | GRAHPQVDPK |  | LLNKLHEYFH |  | EPNKKFFELV |
| GRTFDWH    |  |            |  |            |  |            |  |            |

A: Аланін

C: Цистеїн

D: Аспарагінова кислота

E: Глутамінова кислота

F: Фенілаланін

G: Гліцин

H: Гістидин

I: Ізолейцин

K: Лізин

L: Лейцин

M: Метіонін

N: Аспарагін

P: Пролін

Q: Глутамін

R: Аргінін

S: Серин

T: Треонін

V: Валін

W: Триптофан

Кодований геном білок за функцією належить до трансфераз. 
Задіяний у такому біологічному процесі як поліморфізм. 
Локалізований у апараті гольджі.